# فرودگاه امبیلوب
فرودگاه امبیلوب (به انگلیسی: Ambilobe Airport) یک فرودگاه همگانی با کد یاتا AMB است که یک باند فرود آسفالت دارد و طول باند آن ۱۵۰۰ متر است. این فرودگاه در شهر امبیلوب کشور ماداگاسکار قرار دارد و در ارتفاع ۲۲ متری از سطح دریا واقع شده است.